# Samsung Galaxy S4 Mini
El Samsung Galaxy S4 Mini es un teléfono inteligente fabricado y desarrollado por Samsung. Utiliza el sistema operativo Android 4.2.2 Jelly Bean, El dispositivo fue anunciado el 30 de mayo de 2013 mediante la página web de Samsung y se presentó formalmente con todas sus características el 20 de junio del mismo año en un evento que la compañía realizó en Londres, Reino Unido. El lanzamiento del teléfono se produjo el 1 de julio de 2013.

## Detalles
El Galaxy S4 mini  
Es un teléfono inteligente de Samsung fue presentado con algunas características generales: La pantalla es de resolución 960×540 píxeles (4,3 pulgadas), con tecnología Super AMOLED. Las dimensiones del terminal son de 124,6 × 61,3 × 8,94 milímetros, peso de 107 g.
La memoria RAM es de 1,5 GB. El almacenamiento interno es de 8GB (Según versión), ampliables hasta 64 GB vía MicroSD. La batería es de 1900 mAh de Li-Ion, la cámara trasera es de 8 megapíxeles y la delantera de 1,9 megapíxeles. El dispositivo estaría disponible inicialmente en colores blanco helado y negro niebla.<ref>https://web.archive.org/web/20130616085739/
A diferencia del Galaxy S4, el S4 Mini sólo recibió actualización a Android 4.4.2 KitKat y no a Android 5.0 Lollipop.

### Modelos
- GT-I9190 (3G, HSPA)
- GT-I9192 (Dual SIM, 3G, HSPA)
- GT-I9195/H/L/T (4G, LTE, NFC)
- GT-I9197 (4G, TD-LTE, NFC)

### Comparación de funciones
| Característica    | Galaxy S4   | Galaxy S4 Mini |
| ----------------- | ----------- | -------------- |
| Puerto infrarrojo | Sí          | Sí             |
| Sensor de luz     | Sí          | Sí             |
| Vista aérea       | Sí          | No             |
| Multiventana      | Sí          | No             |
| Smart Stay        | Sí          | Sí             |
| Smart Pause       | Sí          | No             |
| Smart Rotation    | Sí          | No             |
| Smart Scroll      | Sí          | No             |
| Air Gesture       | Sí          | No             |
| Sound & Shot      | Sí          | Sí             |
| Drama Shot        | Sí          | No             |
| Virtual Tour      | Sí          | No             |
| Group Play        | Sí          | Sí             |
| Actualización     | Android 5.0 | Android 4.4.2  |

### Variantes internacionales
- GSM y HSDPA (GT-I9190);
- LTE (GT-I9195), con NFC;
  - GT-I9195L, exclusivo para Latinoamérica
  - GT-I9195T, exclusivo para Australia
- DualSIM (GT-I9192), con 16 GB de almacenamiento interno en algunas regiones;
- Long Term Evolution (GT-I9197), sin NFC;
- TD-SCDMA (GT-I9198)
- Canadian AWS LTE (SGH-I257M)
- Verizon LTE (SCH-I435)